# Walden, o la vida als boscos
Walden, o la vida als boscos (títol original: Walden; or, Life in the woods) és un relat basat en fets reals de l'escriptor i pensador Henry David Thoreau.
Publicat el 1854, conta la vida que Thoreau va passar en una cabana durant dos anys, dos mesos i dos dies, al bosc que pertanyia al seu amic i mentor Ralph Waldo Emerson, davant l'estany de Walden (Walden Pond), no lluny dels seus amics i de la seva família, que residien a Concord, a Massachusetts. Walden està escrit de manera que el temps sembla que dura només un any, i en què destaquen els canvis d'estacions.
No és ni una novel·la ni una veritable autobiografia, sinó una crítica del món occidental; cada capítol aborda un aspecte de la humanitat sota l'estil del pamflet o de l'elogi. Dedica també l'atenció a la mateixa naturalesa de l'estany de Walden, descrivint els animals i la manera com la gent el considera en resposta al seu aïllament, tot desprenent-ne conclusions filosòfiques. Aquests llargs passatges en relació amb la natura han estat sovint interpretats com a part de l'ensenyament que transcendentalistes com Thoreau o Emerson predicaven.
Més d'un segle més tard, Walden continua sent una peça important d'un cert moviment de tornada a la natura, ens proposa un itinerari ètic que afecta com ens relacionem amb el nostre entorn, per assolir una vida sostenible.

## Edicions
- Thoreau, Henry David; Edició a càrrec J.Lyndon Shanley. The Writings of Henry David Thoreau (en anglès).  Princeton, N.J. : Princeton University Press, 1971, p. 418. ISBN 978-0-691-06194-8.

Després de vuit anys d’escriptura, la primera edició de 1854 no va tenir gaire ressò i no es va reimprimir fins al 1862, any de la mort de Thoreau. Aquesta obra s'ha consolidat com un clàssic que explora la simplicitat natural, l'harmonia i la bellesa. Alhora s’ha reconegut com un document important de crítica i dissidència social.

### Traducció al català
- Thoreau, Henry David; Pròleg Ramon Alcoberro. Walden o la vida als boscos. Traducció: Anna Turró.  Simbol Editors, 2019, p. 351. ISBN 9788415315681.